# 常茂 (正統進士)
常茂（1413年—？），字景榮，山西太原府交城縣人，軍籍。明朝政治人物。進士出身。

## 生平
山西鄉試第九名。正統七年（1442年）壬戌科會試第一百二名，殿試登進士第三甲第九十二名。

## 家族
曾祖父常奉先。祖父常恕。父亲常琰。